# وادي ال-عال
وادي ال-عال هو وادي دائم الجريان يقع في جنوب مرتفعات الجولان يبلغ طوله 3 كم ويشق طريقه في صخور بازلتية وجيرية. أُعلن عن المنطقة المحيطة بالمجرى، الواقعة بين مستوطنتي "إيلي عاد" و"أفني إيتان"، أنها محمية "إل-عال" الطبيعية التي تغطي مساحة تبلغ حوالي 2107 دونم. يسمى الجزء العلوي من الوادي بوادي الدفيلة والجزء السفلي بوادي الشباب.
تتجمع مياه وادي إل-عال، في جزئه الشرقي الضحل، في خزان "بني إسرائيل" [بركة لتجميع المياه] الذي بني بين الأعوام 1980-1984م بالقرب من قرية خسفين، وهو أحد أكبر خزانات المياه في الجولان. يمر الوادي عبر المحمية في قناة تزداد عمقاً كلما انحدرت، مكوناً على طول طريقه عدة شلالات أشهرها "الشلال الأسود" و"الشلال الأبيض"، إلى جانب برك طبيعية وصناعية منها بركة "ارض البقر" الطبيعية وبركتي "عين نوكيد" و"عين كف" الصناعيتين، اللتين تحصلان على مياههما من نبع على جانبي القناة. يندمج وادي ال-عال مع وادي السمك الذي يصب في بحيرة طبريا. في الماضي بُنيت قناة مائية بطول 25 كيلومترًا لنقل مياه الوادي إلى قلعة حصن سوسيتا خلال الفترة الهلنستية.
بالقرب من الوادي، في الطرف الغربي من المحمية، يوجد موقع قديم (من العصر البرونزي المبكر - حوالي 3000 قبل الميلاد) يسمى "مجمع برادفيل".

## اصل التسمية
سمي الوادي باسم القرية السورية المهجّرة العال التي كانت تقع جنوبي الوادي.

## شلالات النهر
الشلال الأسود - يبلغ ارتفاعه 8 أمتار، وسمي بهذا الاسم نسبة إلى النبع الذي ينبع من الصخور البازلتية السوداء.
الشلال الأبيض - يبلغ ارتفاعه 14 متراً، وسمي بهذا الاسم نسبة إلى مصدره بين الصخور الجيرية.